# A cappella

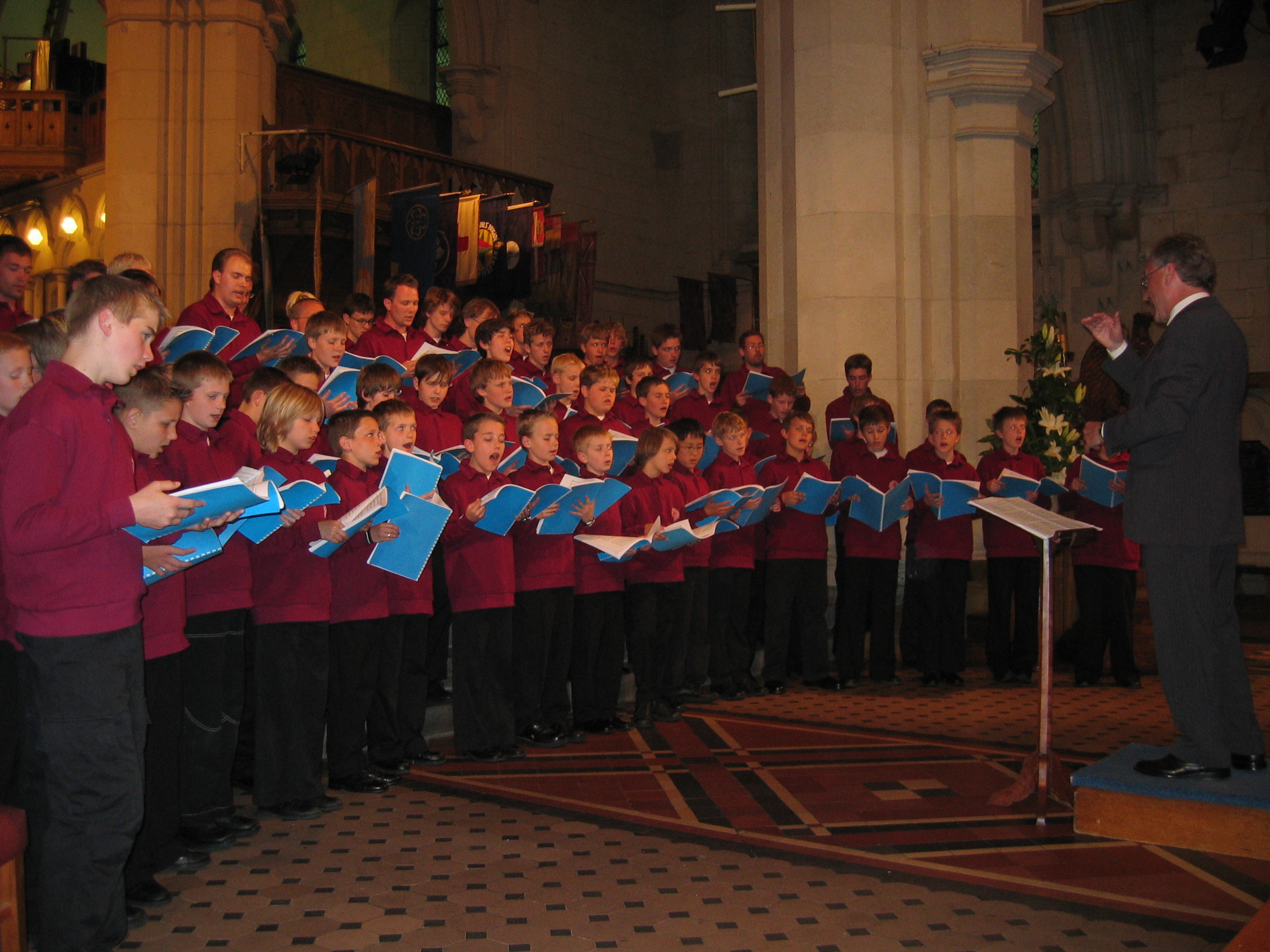
Chlapecký katedrální sbor: katedrála sv. Lukáše v dánském městě Roskilde.

A cappella v hudbě označuje vokální hudbu nebo zpěv bez doprovodu hudebních nástrojů. A cappella znamená v italštině v kapli. Bylo tomu tak proto, že v raném a vrcholném středověku nebylo možné používat v rámci církevní hudby hudební nástroje. A cappella byla ukázána ve třídílném filmu Ladíme'.
Sborový zpěv a cappella je často používán v církevní hudbě.